# Степний (Мухоршибірський район)
Степний (рос. Степной) — селище Мухоршибірського району, Бурятії Росії. Входить до складу Сільського поселення Тугнуйського.
Населення —  113 осіб (2015 рік). 